# نادي ماغديبورغ لكرة اليد
نادي ماغديبورغ لكرة اليد هو نادي كرة يد في ألمانيا تأسس في 1 مارس 1955. يلعب في الدوري الألماني لكرة اليد. تبلغ سعة ملعبه 7000 متفرجا.